# Enrique Vivanco Menchaca
Enrique Vivanco Menchaca fou un polític espanyol, germà de Manuel, Emilio i Jenaro Vivanco Menchaca.

## Trajectòria
Fill de Manuel Vivanco y León i de Manuela Menchaca y Mateos, era originari de Sevilla, però es va establir a Lleida vers el 1870. Com els seus germans, va fer carrera política. Durant el sexenni democràtic fou membre del Partit Constitucional i el 1872 fou nomenat cap de Foment del govern civil de la província de Lleida. El 1873 marxà un temps a Cuba amb el duc de la Torre i quan tornà, ja en plena restauració borbònica, ingressà al Partit Conservador, amb el que fou elegit diputat pel districte de les Borges Blanques a les eleccions generals espanyoles de 1876. El 1882 va presidir la taula de la reunió al Teatre Novedades (Barcelona) en demanda d'una política proteccionista del govern, i que fou dissolta pel governador civil.
En els anys posteriors fou nomenat alcalde de Jerez de la Frontera, governador civil de la província de Lleida (1880, 1884 i 1885), de la província de Zamora (1890), de la província de Sevilla (1891), de la província de Màlaga (1892) i Guipúscoa (1900). També fou president de la Diputació de Lleida de 1903 a 1908.